# جين إي. سكوت
جين إي. سكوت (بالإنجليزية: Jeanne E. Scott)‏ هي قاضية ومحامية أمريكية، ولدت في 1948 في سبرينغفيلد في الولايات المتحدة.